# Duas Faces - Jam Session
Duas Faces - Jam Session é um álbum da cantora brasileira Alcione, lançado em 2011. O álbum reúne canções menos conhecidas do repertório de Alcione, contando com a participação especial de renomados artistas da MPB. Jam Session é o primeiro de dois álbuns comemorativos dos 40 anos de carreira da cantora, sendo o outro intitulado Duas Faces - Ao Vivo na Mangueira.

## Produção
No ano de 2011, a cantora comemorou 64 anos de vida e 40 anos de carreira, decidindo lançar um projeto em comemoração a sua extensa trajetória musical. O primeiro dos dois álbuns, Duas Faces - Jam Session, reúne canções menos conhecidas entre o repertório da artista, como: "Duas Faces" (que dá título ao projeto), "Quem Já Esteve Só" e "Sono dos Justos" (do álbum Acesa). Também reúne canções inéditas em sua voz, como: "Rua Sem Sol", "Capim" e "Pela Rua", que segundo a própria cantora compuseram seu "repertório nas noites". As cações "Comme ils disent", "Estate" e "Passione Eterna" abrilhantam o projeto com um toque internacional. O álbum conta ainda com a participação de nomes consagrados da música popular brasileira, como Maria Bethânia, Djavan, Martinho da Vila, Áurea Martins e Emílio Santiago; convidados especialmente pela própria artista para dividir os microfones. Segundo Alcione, são artistas que a apoiaram no início de sua carreira.
O álbum foi gravado em formato acústico jam session na própria residência da artista, no Rio de Janeiro, enquanto o segundo álbum foi gravado ao vivo na quadra de ensaios da Estação Primeira de Mangueira - escola de samba pela qual a cantora torce.

## Faixas
| N.º | Título                                | Compositor(es)                                    | Duração |  |
| 1.  | "Duas Faces"                          | Altay Veloso                                      | 4:40    |  |
| 2.  | "Quem Já Esteve Só"                   | Ivor Lancellotti, Paulo César Pinheiro            | 5:04    |  |
| 3.  | "Comme ils disent"                    | Charles Aznavour                                  | 4:41    |  |
| 4.  | "Passione Eterna"                     | Enzo di Domenico, Aurélio Fierro, Vittorio Annona | 3:57    |  |
| 5.  | "Rua Sem Sol"                         | Mário Lago, Henrique Gandelman                    | 3:17    |  |
| 6.  | "Sem Mais Adeus" (com Maria Bethânia) | Francis Hime, Vinicius de Moraes                  | 4:00    |  |
| 7.  | "Pela Rua" (com Áurea Martins)        | Dolores Duran, J. Ribamar                         | 2:51    |  |
| 8.  | "Estate"                              | Bruno Martino, Bruno Brighetti                    | 3:55    |  |
| 9.  | "40 Anos" (com Emílio Santiago)       | Altay Veloso, Paulo César Feital                  | 5:48    |  |
| 10. | "O Sono dos Justos"                   | Marcus Lima, Márcio Proença, Rodrigo Sestrem      | 4:47    |  |
| 11. | "Capim" (com Djavan)                  | Djavan                                            | 3:01    |  |
| 12. | "Passional"                           | Fátima Guedes                                     | 2:59    |  |
| 13. | "Todavia"                             | Armando Mazanero                                  | 4:16    |  |
| 14. | "Até as Lágrimas"                     | Raul Sampaio, Benil Santos                        | 3:18    |  |
| 15. | "Mesa de Bar"                         | Gonzaguinha                                       | 4:54    |  |
| 16. | "Evolução" (com Lenine)               | José Cavalcante de Albuquerque                    | 4:13    |  |
| 17. | "Ilha de Maré" (com Martinho da Vila) | Walmir Lima, Lupa                                 | 5:09    |  |